# ماکسیمیلیان آبل
 ماکسیمیلیان آبل (انگلیسی: Maximilian Abel؛ زاده ۲۸ فوریه ۱۹۸۲) یک تنیس‌باز اهل آلمان است.